# Коалинга (град, Калифорния)
Коалинга (на английски: Coalinga) е град в окръг Фресно, щата Калифорния, Съединените американски щати.
Има население от 16 766 жители (по приблизителна оценка от 2017 г.) и обща площ от 15,5 km². Намира се на 205 m надморска височина. ЗИП кодовете му са 93210, а телефонният му код е 559.